# دايسوكي ياماموتو
دايسوكي ياماموتو (25 مارس 1975 إهيمه اليابان - ) هو لاعب كرة قدم ياباني، يلعب كلاعب وسط.